# Jestem
«Jestem» (укр. «Я є») — пісня, з якою польська співачка Магдалена Тул представляла Польщу на пісенному конкурсі Євробачення 2011. Пісня була виконана в першому півфіналі, 10 травня, але до фіналу не пройшла .